# HBO Go
HBO Go est un service de streaming vidéo à la demande du réseau câblé américain premium HBO. Il permet aux abonnés de regarder du contenu HBO, y compris des séries actuelles et passées, des films, des émissions spéciales et des événements sportifs, via le site Web de HBO ou par application. Le service est lancé pour la première fois le 18 février 2010. 
Aux États-Unis, HBO Go coexiste avec la plateforme de streaming HBO Max lancée en mai 2020. Ce dernier comprend tout le contenu disponible sur HBO Go ainsi que du contenu supplémentaire de la société mère WarnerMedia. WarnerMedia a conclu des accords avec la grande majorité des distributeurs américains de câblodistribution, de satellite et de télécommunications de HBO, rendant HBO Max disponible sans frais supplémentaires pour les abonnés HBO existants,. Le 12 juin 2020, WarnerMedia annonce que la plate-forme HBO Go sera mise hors service aux États-Unis le 31 juillet 2020.  Depuis le 1er août 2020, les fournisseurs qui n'ont pas encore conclu d'accord HBO Max continuent à autoriser l'accès des clients à HBO Go (principalement Altice USA et Mediacom), mais uniquement via le site Web de bureau HBO Go.   

## Description
HBO Go est le successeur de HBO on Broadband, qui avait été initialement lancé en janvier 2008 aux clients de Time Warner Cable,. Le contenu de programmation disponible sur le service se compose alors de 400 heures de longs métrages et de films télévisés originaux de HBO (y compris 130 titres de films modifiés chaque mois), des émissions spéciales et des séries originales pouvant être téléchargées, sans frais supplémentaires pour les abonnés de HBO. 
Le service est lancé à l'échelle nationale sous le nom de HBO Go le 18 février 2010, initialement disponible via Verizon FiOS puis étendu à tous les autres fournisseurs,.  
Au lancement, le service n'était accessible que sur des ordinateurs personnels via le site Web de HBO. Les applications pour les appareils iOS et Android ont été lancées le 29 avril 2011, rendant le service disponible sur les smartphones et les tablettes. L'application a enregistré plus d'un million de téléchargements au cours de sa première semaine et a été téléchargée plus de trois millions de fois à la fin de juin 2011,. 